# Troussures
Troussures era una comuna francesa situada en el departamento de Oise, de la región de Alta Francia, que el uno de enero de 2017 pasó a ser una comuna delegada de la comuna nueva de Auneuil al fusionarse con la comuna de Auneuil.

## Demografía
| Gráfica de evolución demográfica de Troussures entre 1836 y 2014 |
|                                                                  |

Los datos demográficos contemplados en este gráfico de la comuna de Troussures se han cogido de 1800 a 1999 de la página francesa EHESS/Cassini, y los demás datos de la página del INSEE.